# Orchestre symphonique de Kansas City
L'Orchestre symphonique de Kansas City (Kansas City Symphony en anglais) est un orchestre symphonique américain basé à Kansas City, créé en 1982.

## Historique
L'Orchestre symphonique de Kansas City est un orchestre symphonique américain dont l'histoire remonte à la fondation en 1934 de l'Orchestre philharmonique de Kansas City. Ce dernier est dissous en 1982 et remplacé par l'actuel Kansas City Symphony.
L'orchestre est en résidence au Kauffman Center for the Performing Arts (en) de Kansas City.
En 2023, Matthias Pintscher est nommé directeur musical de l'Orchestre symphonique de Kansas City à compter de la saison 2024-2025, pour une durée de cinq ans.

## Chefs permanents
Comme chefs permanents de l'orchestre se sont succédé depuis l'origine :
- Karl Kruegger (1934-1943) ;
- Efrem Kurtz (1943-1948) ;
- Hans Schwieger (1948-1971) ;
- Jorge Mester (en) (1971-1974) ;
- Maurice Peress (en) (1974-1980).

Puis sous le nom d'Orchestre symphonique de Kansas City :
- Russel Patterson (1982-1986) ;
- William McGlaughlin (en) (1986-1997) ;
- Anne Manson (en) (1999-2003) ;
- Michael Stern (en) (depuis 2005) ;
- Matthias Pintscher (à partir de 2024[3]).

## Commandes et créations
L'Orchestre symphonique de Kansas City est à l'origine de plusieurs commandes passées à des compositeurs, dont Concerto pour violon « Maps » d'Anthony Davis (1987), Union Station de Robert Kapilow (en) (2000), Vertical Shrines de David Ott (en) (1988) et The Enlightened de Zhou Long (2005).
L'orchestre est également le créateur de plusieurs œuvres, de Christopher Lacy (Requiem, 1988), Benjamin Lees (Concerto pour quatuor à cordes et orchestre, 1965), Vincent Persichetti (Introït for Strings, 1965), Ned Rorem (Concerto pour violoncelle, 2003), Lalo Schifrin (Danses concertantes pour clarinette et orchestre, 1989), Virgil Thomson (The Seine at Night, 1948 ; Fantasy in Homage to an Earlier England, 1966), notamment.